# Marcantonio Franceschini

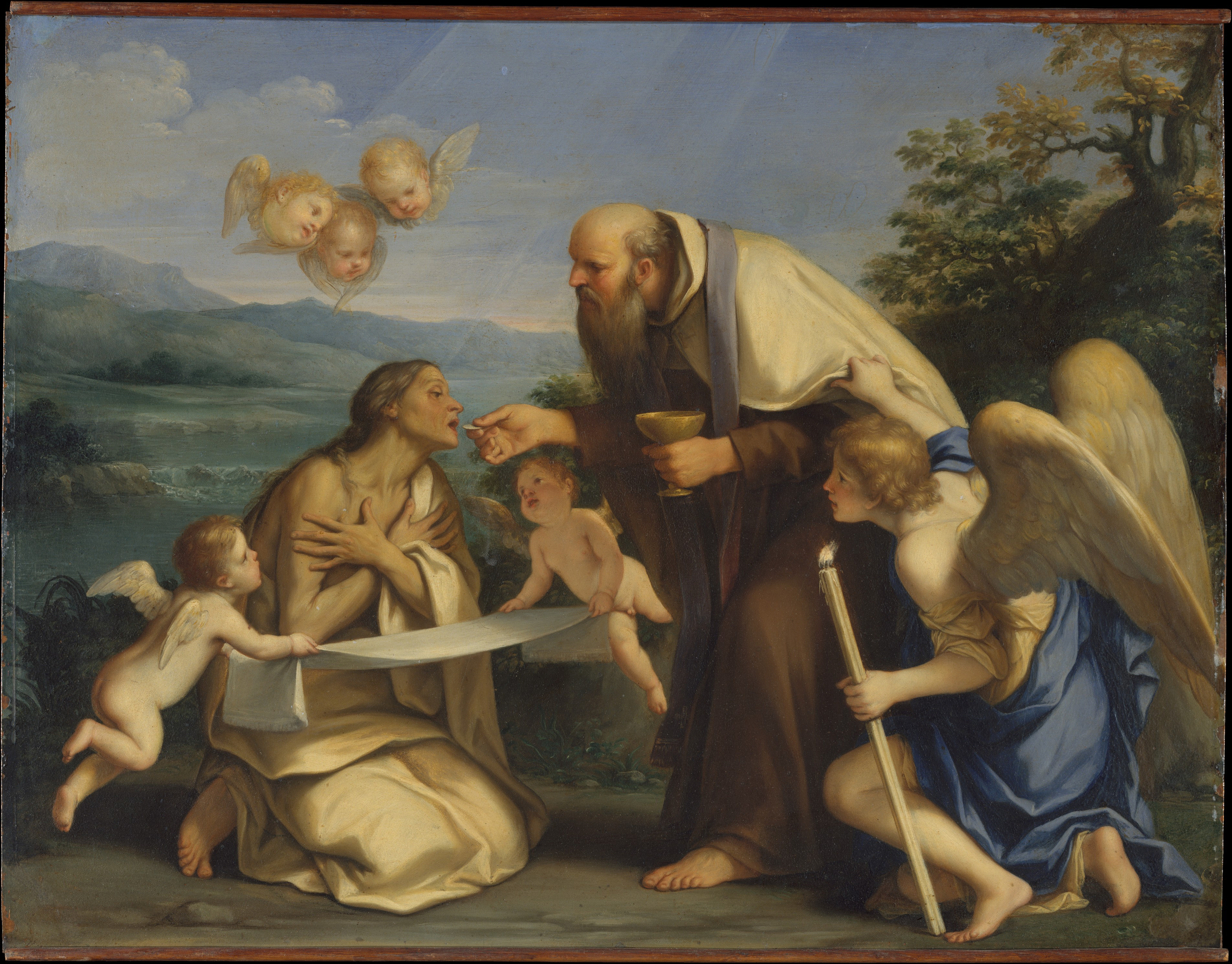
Heliga Maria Egyptiskans sista kommunion (1680).

Marcantonio Franceschini, född 5 april 1648 i Bologna, död där 24 december 1729, var en italiensk målare. 
Franceschini var lärjunge till Carlo Cignani, med vars arbeten hans egna ofta har en påfallande likhet. Han kallades 1711 av påve Clemens XI till Rom, där han tecknade kartonger till mosaikerna i Peterskyrkan. 
Franceschinis arbeten visar lätt hand, behaglig teckning och vackra färger, men kan uppfattas som något enformiga i kompositionen. Fresker av honom finns i Liechtensteinmuseet i Wien. 
Som mindre betydande måste hans stafflibilder betraktas, bland vilka må nämnas Den botfärdiga Magdalena (Dresden) och Den helige Borromeus (Wien). 
Hans son Giacomo Franceschini (1672–1745) målade i faderns maner.